# Silvius
 (février 2009).
Si vous disposez d'ouvrages ou d'articles de référence ou si vous connaissez des sites web de qualité traitant du thème abordé ici, merci de compléter l'article en donnant les références utiles à sa vérifiabilité et en les liant à la section « Notes et références ».
Silvius (en latin : Silvǐus ; en grec : Σιλούιος) est le prénom (praenomen) d'un des rois légendaires d'Albe la Longue (en latin et italien : Alba Longa), une cité antique fortifiée du Latium, l'une des plus anciennes cités d'Italie, située à 20 km au sud-est de Rome à l'emplacement de l'actuel Castel Gandolfo.

## Biographie
Dans la tradition mythologique grecque et surtout romaine, Silvius est un descendant d'Énée et de Lavinia. Afin d'éviter un conflit, Ascagne, demi-frère de Silvius, cède le pouvoir à Lavinia sur la cité qui porte le même nom, et s'en va fonder la ville d'Albe la Longue.
Ainsi, selon la tradition rapportée par Tite-Live, Silvius est le fils d'Ascagne, le fondateur et premier roi d'Albe la Longue. Selon une autre tradition, rapportée par Denys d'Halicarnasse, Silvius était le fils d'Énée et de Lavinie (Lavinia), la fille de Latinus et donc le frère d'Ascagne. Né après la mort de son père, Silvius était dit Posthume.
Ses descendants prirent Silvius pour surnom (cognomen) et régnèrent sur Albe jusqu'à la fondation de Rome.
Après un règne de 39 années sur Albe, Ascagne meurt et n'ayant pas d'enfant, il laisse le pouvoir à Silvius. Celui-ci, qui gouvernait déjà Lavinium depuis la mort de sa mère, a un règne de 29 ans. De Silvius, prénommé lui aussi Énée, descendent les rois d'Albe jusqu'à Procas, son fils Numitor, la fille de Numitor Rhéa Silvia  et les fils de Rhéa, Romulus et Remus.